# Elatoides komaii
Elatoides komaii är en stekelart som beskrevs av Kamijo 1983. Elatoides komaii ingår i släktet Elatoides och familjen puppglanssteklar. Inga underarter finns listade i Catalogue of Life.